# Centaurea wiedemanniana
Centaurea wiedemanniana là một loài thực vật có hoa trong họ Cúc. Loài này được Fisch. & C.A.Mey. mô tả khoa học đầu tiên năm 1836.